# Bezděčín (výhybna)
Bezděčín (něbo též Výh Bezděčín) je výhybna, která leží mezi Bezděčínem a Nepřevázkou. Nachází se v km 25,498 trati Nymburk – Mladá Boleslav mezi stanicí Mladá Boleslav hlavní nádraží a zastávkou Nepřevázka.

## Historie
Výhybna byla vybudována v rámci projektu Zvýšení kapacity trati Nymburk – Mladá Boleslav, 1. stavba, který byl dokončen v roce 2017. Vybudování výhybny umožnilo zvýšení propustnosti z původních 27 na 40 vlaků za den a pomohlo vyřešit situaci v sousední stanici Mladá Boleslav hlavní nádraží, kde jsou krátké koleje a provoz tak je blokován dlouhými vlaky. Další úpravy výhybny se očekávají od roku 2025, kdy by měla začít stavba tzv. Bezděčínské spojky, která propojí výhybnu Bezděčín se stanicí Mladá Boleslav město.

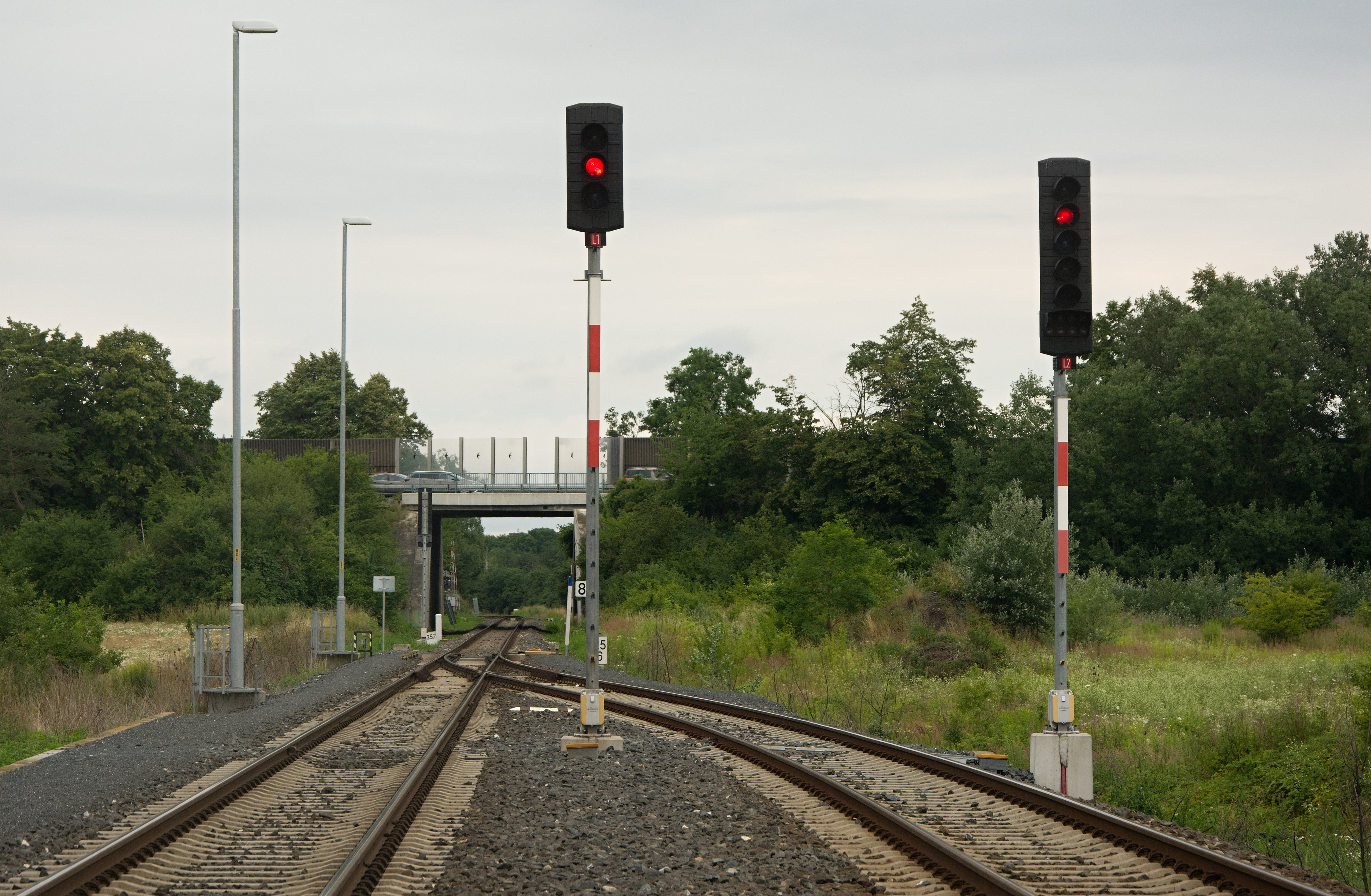
Mladoboleslavské zhlaví, v pozadí na mostě dálnice D10

## Popis výhybny
Ve výhybně jsou dvě dopravní koleje o užitečných délkách 666 m (kolej č. 1) a 667 m (kolej č. 2). Výhybna je vybavena elektronickým stavědlem, které je dálkově ovládáno z Mladé Boleslavi hl. n., případně ze záložního pracoviště ve Velelibech nebo místně výpravčím přímo v Bezděčíně. Přilehlé traťové úseky do Mladé Boleslavi hl. n. a Dobrovice jsou vybaveny integrovaným traťovým zabezpečovacím zařízením 3. kategorie s počítači náprav.